# Ernst Stojaspal
Ernst Stajoaspal (Vienna, 14 gennaio 1925 – Moulins-lès-Metz, 2 aprile 2002) è stato un calciatore austriaco, di ruolo attaccante.

## Carriera
Fu per 5 volte capocannoniere della Bundesliga austriaca (1946, 1947, 1948, 1952, 1953), che vinse in 3 occasioni (1949, 1950, 1953). Vinse inoltre 2 Coppe d'Austria (1947, 1948).

## Palmarès

### Club

#### Competizioni nazionali
- Campionato austriaco: 3

Austria Vienna: 1948-1949, 1949-1950, 1952-1953
- Coppa d'Austria: 2

Austria Vienna: 1947-1948, 1948-1949